# Herpetoreas
Herpetoreas — рід змій родини полозових (Colubridae). Представники цього роду мешкають в Південній і Південно-Східній Азії.

## Види
Рід Herpetoreas нараховує 7 видів:
- Herpetoreas burbrinki Guo, Zhu, Liu, Zhang, Li, Huang & Pyron, 2014[3]
- Herpetoreas murlen Lalremsanga, Bal, Vogel, & Biakzuala, 2022
- Herpetoreas pealii (Sclater, 1891)
- Herpetoreas platyceps (Blyth, 1854)
- Herpetoreas sieboldii Günther, 1860
- Herpetoreas tpser Ren, Jiang, Huang, David, & Li, 2022
- Herpetoreas xenura (Wall, 1907)

## Етимологія
Наукова назва роду Herpetoreas походить від сполучення слів дав.-гр. ἑρπετον — змія і ορειας — ореада, лісова німфа. 